# Eau sulfureuse

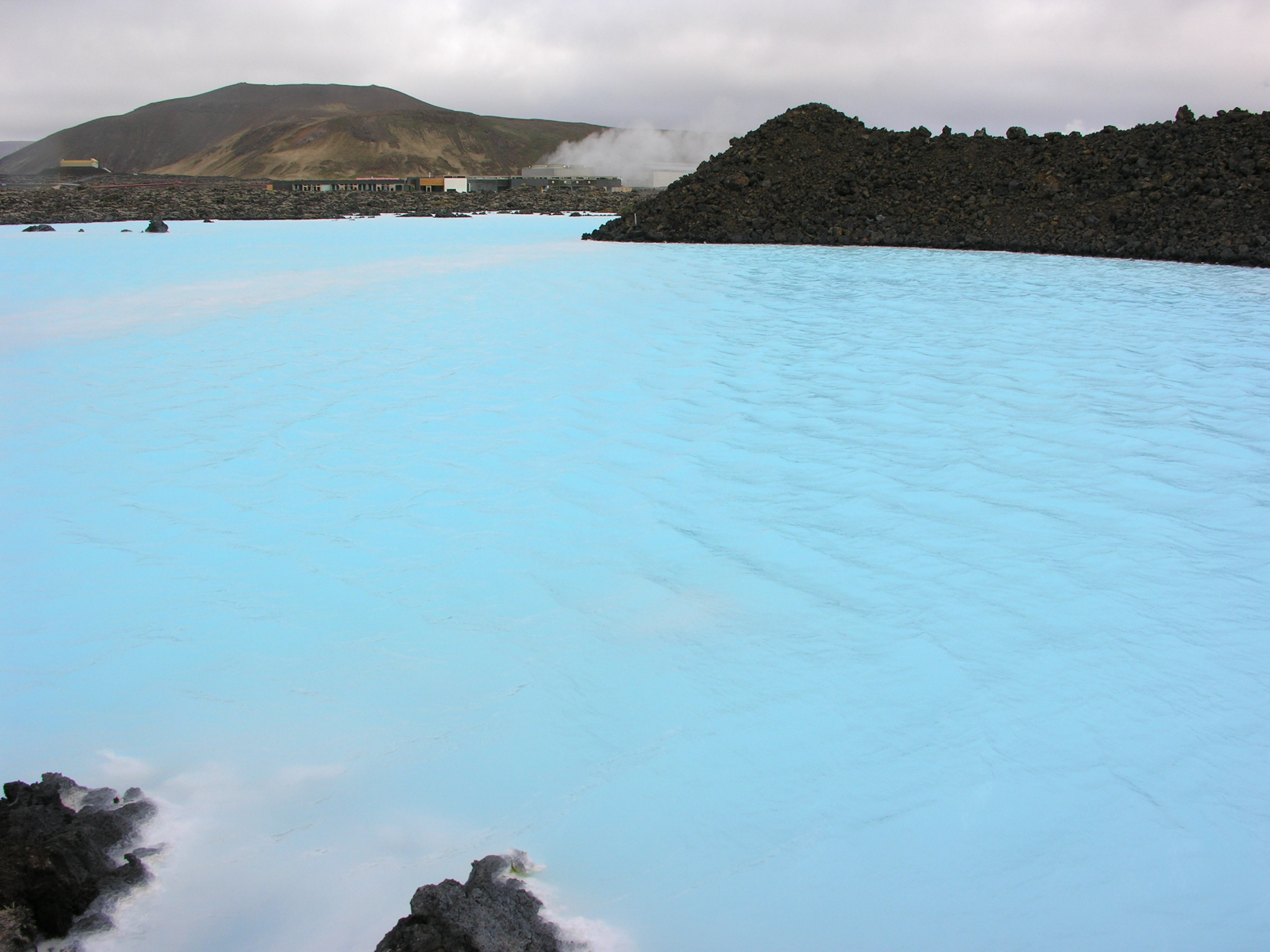
Eaux sulfureuses du lagon bleu, Islande.

Une eau sulfureuse, parfois eau sulfurée, est une eau contenant un composé du soufre, le sulfure d'hydrogène, qui lui confère une odeur caractéristique d'œuf pourri. Elle compte en raison de sa composition parmi les eaux utilisées dans le thermalisme notamment pour ses effets bénéfiques dans les maladies de la peau et des poumons. À faibles dosages, l'eau sulfureuse peut être employée comme eau minérale.

## Historique
Les eaux sulfureuses et leurs propriétés sont connues dès l'Antiquité : selon Tite-Live, les vertus curatives des eaux thermales de Baïes sont connues depuis 176 av. J.-C. Ovide, dans L'Art d'aimer, loue les plages de cette station thermale.
Au XIXe siècle, en Europe, les ouvrages d'analyse sur les qualités et propriétés de ces eaux se multiplient. 

## Aspects géologiques

### Interactions eau-roche
Les eaux sulfureuses entrent en réaction avec les roches qu'elles traversent ou arrosent. Dans le cas de granits, les réactions donnent lieu à la formation de composés géologiques tels que calcites, pyrites et montmorillonites.

## Composition
Elle est très variable d'une source à l'autre. En France, Enghien-les-Bains affiche l'eau minérale la plus sulfurée, avec une teneur de 34,8 mg d'hydrogène sulfuré par litre. L'une des sources de Challes-les-Eaux, avec 133 mg de soufre total par litre, revendique celle d'eau thermale la plus sulfurée d'Europe. Cette teneur est d'ailleurs si élevée qu'elle n'est utilisée que diluée pour les soins gynécologiques. Quant à Allevard, elle indique avoir l'une des eaux les plus sulfurées au monde, avec 24,7 cm3·L-1 d'hydrogène sulfuré libre (H2S).

## Propriétés médicales
Toxiques à forte concentration, irritantes pour la peau, les yeux et les poumons, les eaux sulfureuses correctement dosées sont utilisées pour soigner différentes affections. Selon leur pH, elles peuvent ainsi être indiquées pour les affections des articulations et rhumatismes, les dermatoses prurigineuses, les inflammations allergiques ainsi que certaines maladies respiratoires telles que l’asthme.